# Südzucker
Die Südzucker AG mit Sitz in Mannheim ist ein börsennotierter Zuckerproduzent, der mehrheitlich von genossenschaftlich organisierten Rübenanbauern kontrolliert wird. Gegliedert ist Südzucker in die Unternehmenssegmente Zucker, Spezialitäten, CropEnergies (Bioethanol) und Frucht. Über Tochterunternehmen bewirtschaftete Südzucker 2022 in Deutschland mehr als 11.640 Hektar landwirtschaftliche Nutzfläche und erhielt 3.529.780,71 Euro an Agrarsubventionen im Rahmen der EU-Agrarpolitik.

## Geschichte

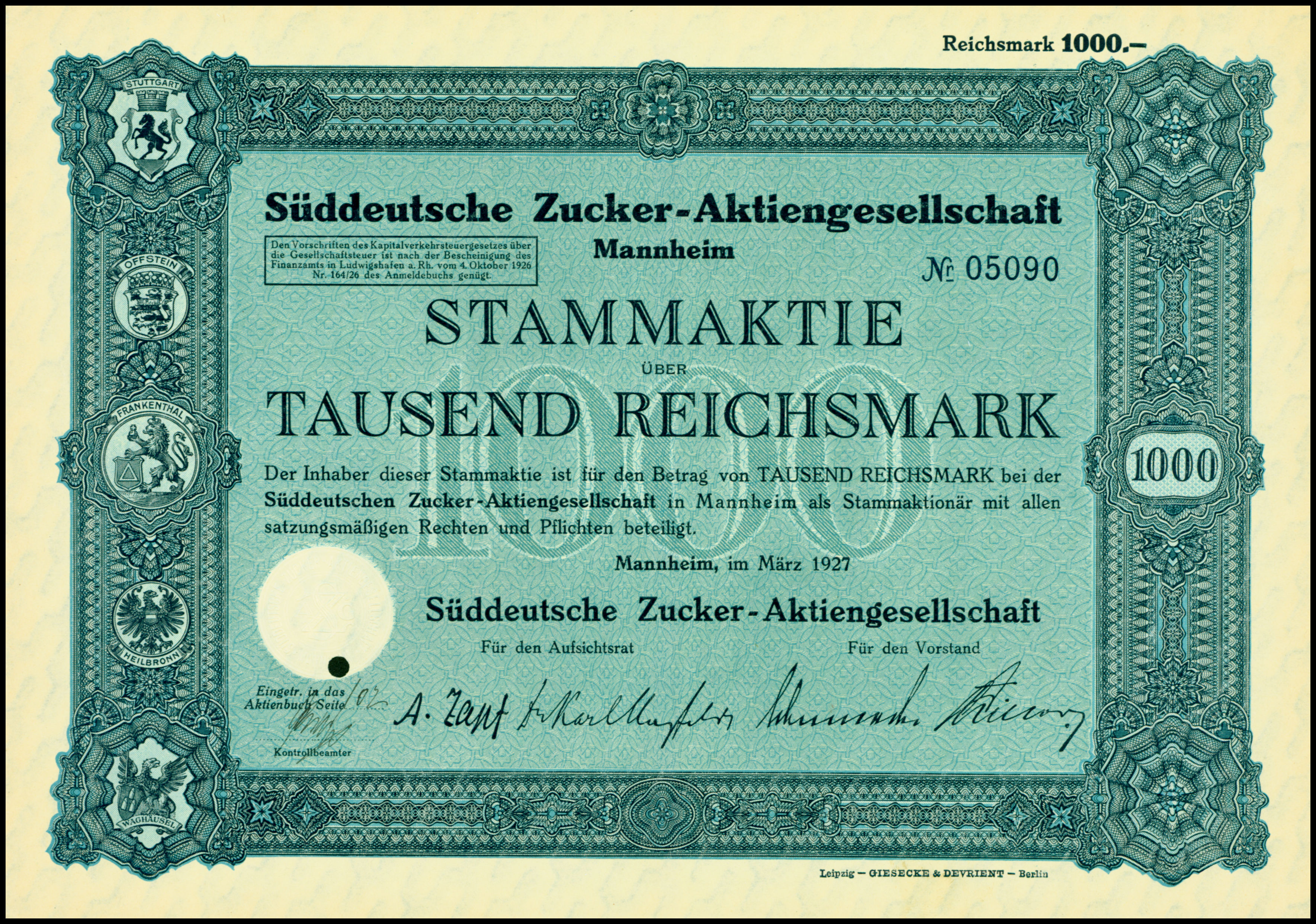
Aktie über 1000 RM der Süddeutschen Zucker-AG vom März 1927

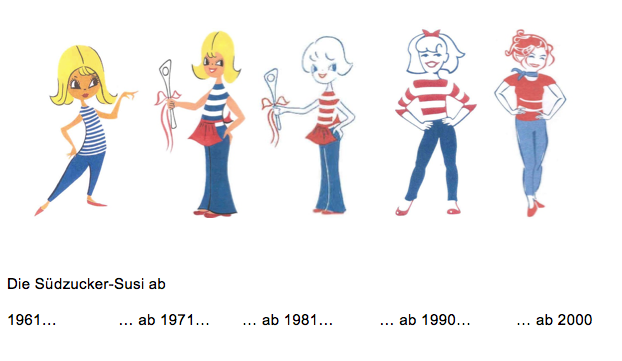
Historische Entwicklung der Werbefigur „Susi Südzucker“

Südzucker geht auf die Süddeutsche-Zucker-AG zurück, die 1926 aus einem Zusammenschluss von fünf regionalen Zuckerfabriken hervorging (Zuckerfabrik Frankenthal AG; Zuckerfabrik Heilbronn AG; Badische Gesellschaft für Zuckerfabrikation; Zuckerfabrik Offstein AG; Zuckerfabrik Stuttgart). Gesellschaftsrechtlicher Vorgänger der Süddeutschen-Zucker-AG ist die Zuckerfabrik Frankenthal AG.
1837 erwarb die Badische Gesellschaft für Zuckerfabrikation das Schloss Eremitage in Waghäusel vom badischen Staat und errichtete auf dem 13 Hektar großen Gelände die bis 1995 bestehende Zuckerfabrik Waghäusel.
Im Zweiten Weltkrieg wurden nahezu die gesamten Produktionskapazitäten zerstört, zudem verlor das Unternehmen nach Ende des Krieges die im Besatzungsgebiet der Sowjetunion gelegenen Standorte durch Enteignung. In den 1950er Jahren wurden die verbliebenen Werke wieder auf- und ausgebaut. 1988 kam es zur Fusion mit der Zuckerfabrik Franken GmbH aus Ochsenfurt und zur Umbenennung des Unternehmens in Südzucker Mannheim/Ochsenfurt mit Sitz in Mannheim und je einer Hauptverwaltung in Mannheim und Ochsenfurt. Mit der Zusammenführung dieser Hauptverwaltungen im erweiterten Gebäude in der Maximilianstraße Mannheim zum Jahreswechsel 2014/15 wurde das Unternehmen in Südzucker AG umfirmiert.
Das neu entstandene Unternehmen expandierte hauptsächlich durch Akquisitionen in ganz Europa:
- 1989 Raffinerie Tirlemontoise, Brüssel/Belgien[5]
- 1989 Agrana-Beteiligungs-AG, Wien/Österreich[6]
- 1990 Erwerb der ostdeutschen Zuckerfabriken von der Treuhandanstalt[7]
- 1995 Schöller-Holding (wurde 2001 an den schweizerischen Lebensmittelkonzern Nestlé weiterverkauft)[8]
- 1996 Freiberger Lebensmittel GmbH & Co. KG, Berlin (Produzent von Fertigpizzen und Pasta), Mehrheitsbeteiligung[9]
- 2001 Saint Louis Sucre Paris/Frankreich (zweitgrößter Zuckerproduzent Frankreichs)[10]

Durch den seit 1996 erfolgten Zukauf einzelner Zuckerfabriken in Europa, insbesondere in Frankreich und Polen, stieg Südzucker zum mit Abstand größten Zuckerproduzenten Europas auf. Im Jahr 2005 wurden 5,2 Millionen Tonnen Zucker produziert (das entspricht einem Anteil an der EU-25-Zuckerproduktion von 21,8 %).

## Kartell
Im Februar 2014 wurde gegen das Unternehmen – zusammen mit den Unternehmen Nordzucker und Pfeifer & Langen – wegen wettbewerbsbeschränkender Absprachen eine gemeinschaftliche Geldbuße in Höhe von 280 Mio. Euro durch das Bundeskartellamt verhängt. Im Januar 2024 wurde bekanntgegeben, dass die Südzucker AG in Österreich vom Kartellgericht rechtskräftig zu einer Strafe in Höhe von 4,2 Millionen Euro verurteilt wurde, nachdem festgestellt worden war, dass es zu illegalen Absprachen zur Aufteilung des österreichischen Zuckermarktes gekommen war.

## Standorte
Unter dem Namen Südzucker hat das Unternehmen in drei Ländern Europas Fabriken: in Deutschland, Polen und Moldawien. In Polen und Moldawien wurde jeweils eine Tochterfirma gegründet, Südzucker Polska und Südzucker Moldova.
Nachdem der Standort Warburg 2020 geschlossen wurde, werden nunmehr im Konzern nur in Rain Zuckerrüben aus ökologischer Landwirtschaft zu Bio-Zucker verarbeitet (seit 2019). Das geschieht jeweils am Anfang der Kampagnen, bevor die Verarbeitung der Zuckerrüben aus konventioneller Landwirtschaft beginnt.

### Deutschland
| Bezeichnung                 | Standort              | Bundesland          | Gründung          | Mitarbeiter         | Status                                      | Quelle        |
| --------------------------- | --------------------- | ------------------- | ----------------- | ------------------- | ------------------------------------------- | ------------- |
| Hauptverwaltung             | Mannheim              | Baden-Württemberg   | 1988              | ca. 500 Mitarbeiter | aktiv                                       | [ 15 ]        |
| Werk                        | Waghäusel             | Baden-Württemberg   | 1837              | -                   | geschlossen 1995                            | [ 16 ]        |
| Werk                        | Straußfurt            | Thüringen           | 1871              | -                   | geschlossen 1996                            | [ 17 ]        |
| Werk                        | Brottewitz            | Brandenburg         | 1872/73           | -                   | geschlossen 2020                            | [ 18 ]        |
| Werk                        | Wabern                | Hessen              | 1880/81           | ca. 80 Mitarbeiter  | aktiv                                       | [ 19 ]        |
| Werk (Zuckerfabrik Warburg) | Warburg               | Nordrhein-Westfalen | 1882              | -                   | geschlossen 2020                            | [ 20 ] [ 21 ] |
| Werk                        | Obrigheim-Neuoffstein | Rheinland-Pfalz     | 1883              | ca. 300 Mitarbeiter | aktiv                                       | [ 22 ]        |
| Werk                        | Groß-Gerau            | Hessen              | 1883              | -                   | geschlossen 2008                            | [ 23 ] [ 24 ] |
| Werk                        | Regensburg            | Bayern              | 1899              | -                   | geschlossen 2008                            | [ 23 ] [ 24 ] |
| Werk mit Verwaltung         | Ochsenfurt            | Bayern              | 1951              | ca. 330 Mitarbeiter | aktiv                                       | [ 25 ]        |
| Werk                        | Rain                  | Bayern              | 1957              | ca. 240 Mitarbeiter | aktiv                                       | [ 26 ]        |
| Werk                        | Zeil                  | Bayern              | 1959              | -                   | geschlossen 2001                            | [ 27 ]        |
| Werk                        | Plattling             | Bayern              | 1961              | ca. 230 Mitarbeiter | aktiv                                       | [ 28 ]        |
| Werk                        | Offenau               | Baden-Württemberg   | 1971              | ca. 200 Mitarbeiter | aktiv                                       | [ 29 ]        |
| Werk                        | Zeitz                 | Sachsen-Anhalt      | 1858, Neubau 1993 | ca. 200 Mitarbeiter | aktiv                                       | [ 30 ]        |
| Werk                        | Oldisleben            | Thüringen           | 1872              |                     | seit 1990 Museumswerk                       | [ 31 ]        |
| Werk                        | Frankenthal (Pfalz)   | Rheinland-Pfalz     | 1843              | -                   | geschlossen 1943                            | [ 32 ]        |
| Werk                        | Kaiserslautern        | Rheinland-Pfalz     | 1819              | -                   | geschlossen 1843 Verlegung nach Frankenthal | [ 32 ]        |

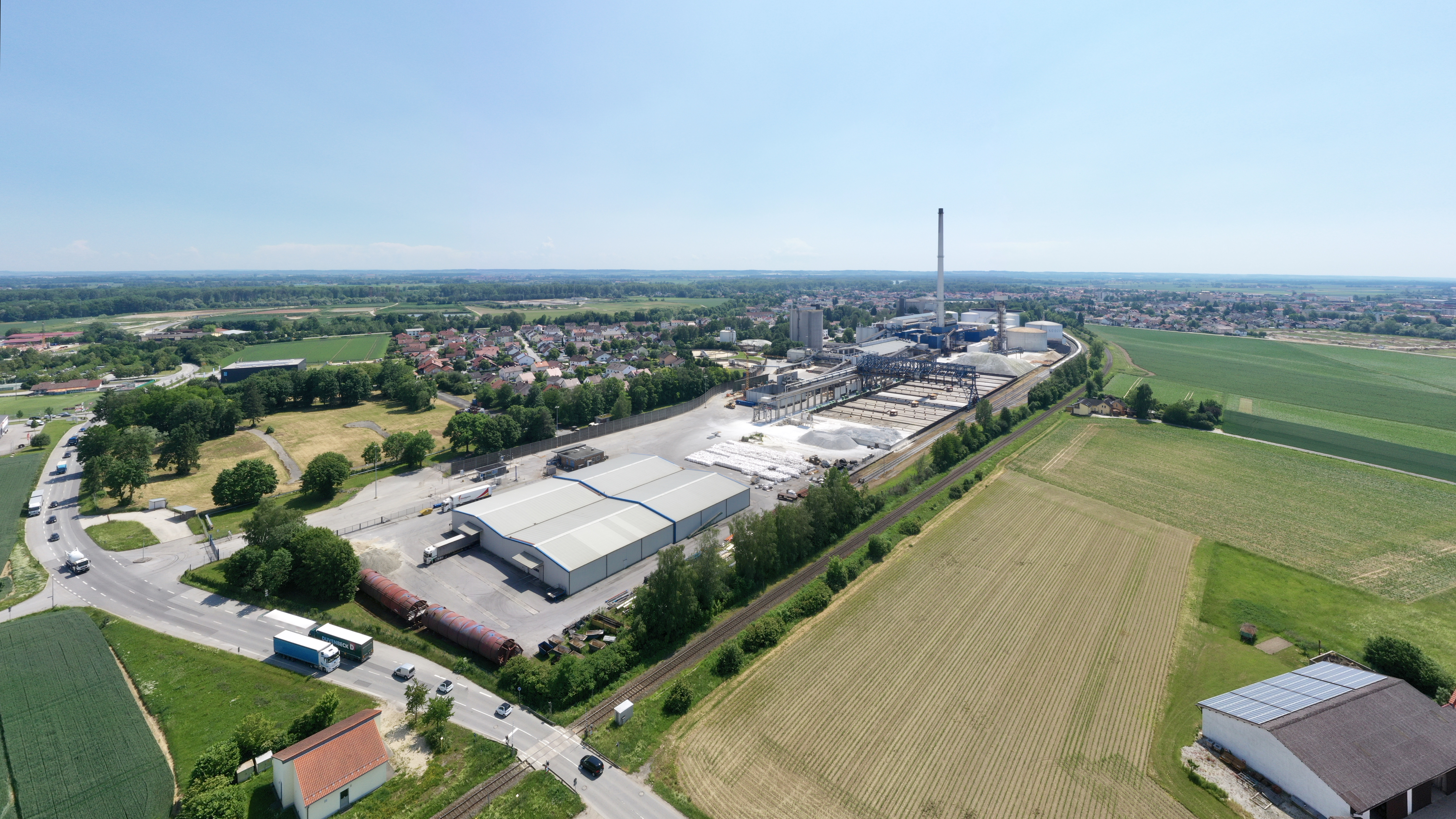
Werk Plattling
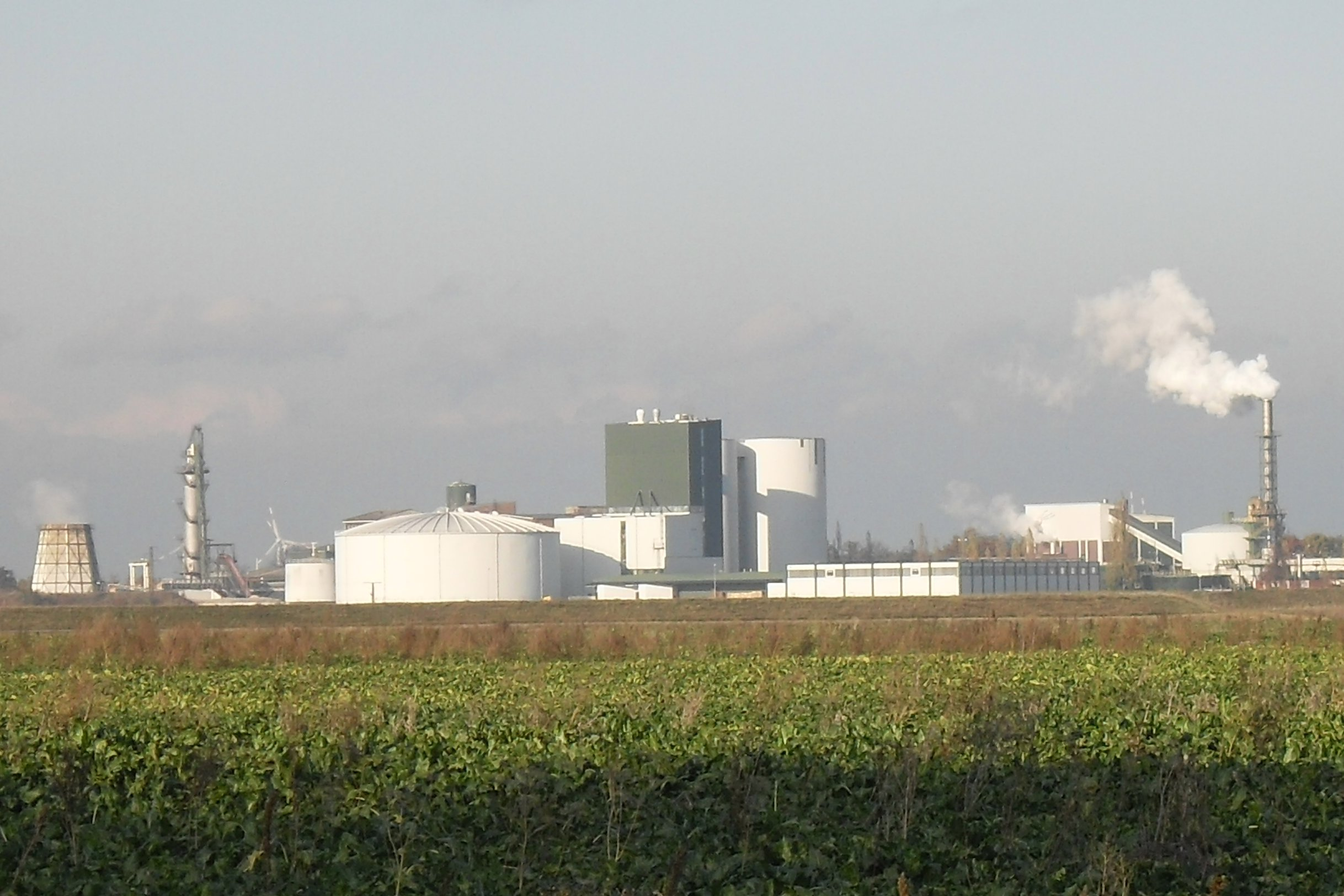
Werk Brottewitz
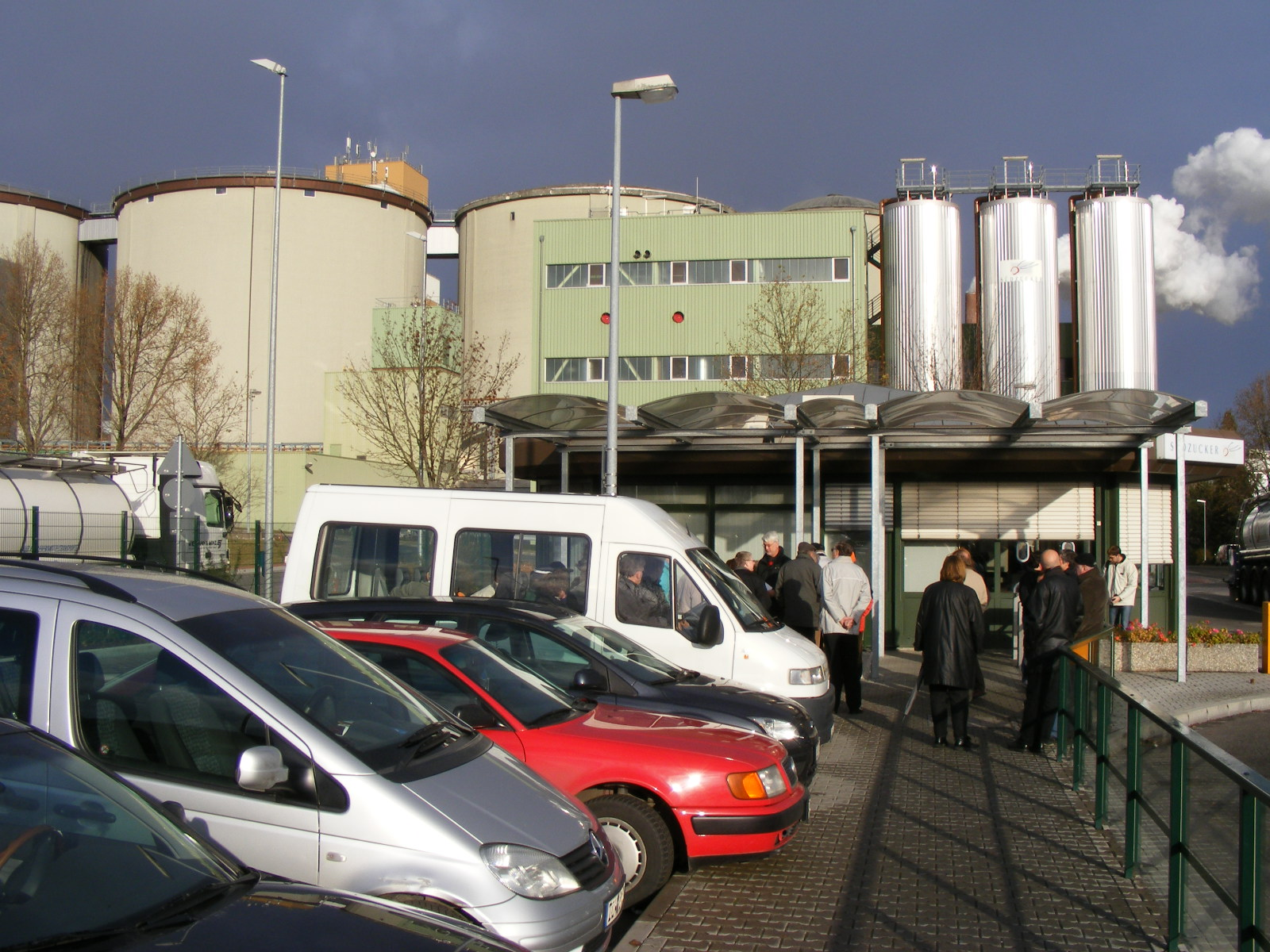
Werk Offstein
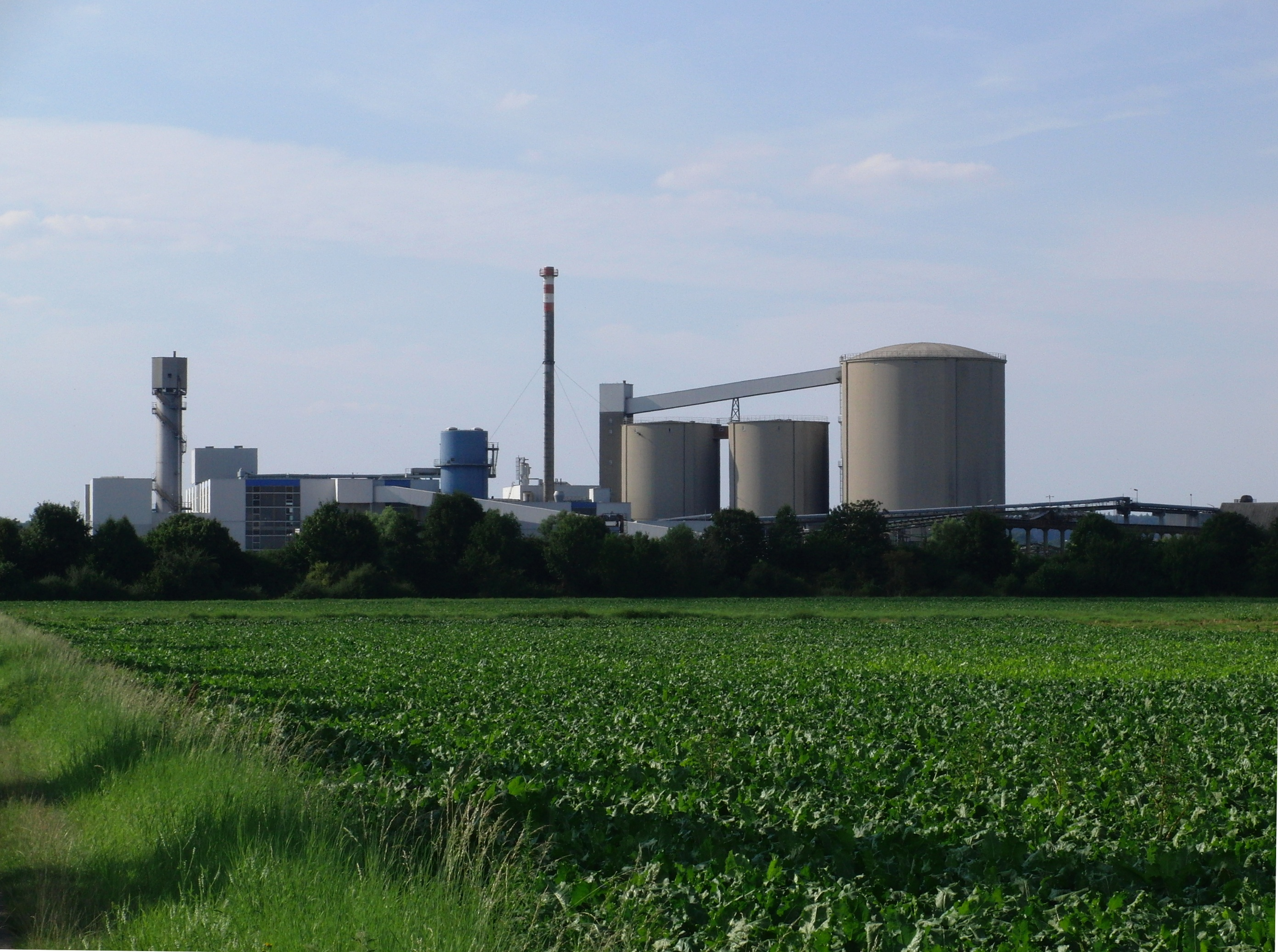
Werk Wabern
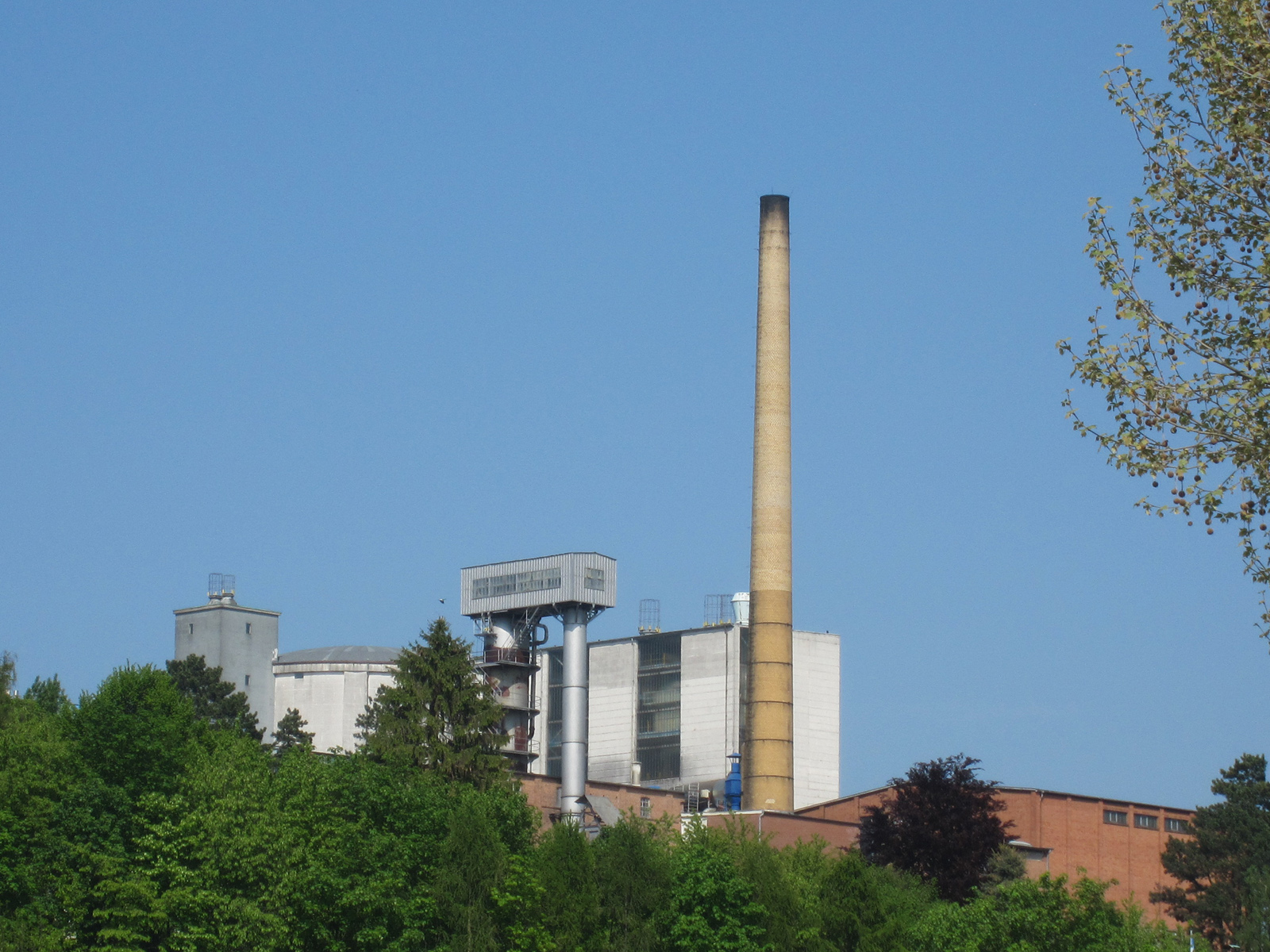
Werk Warburg
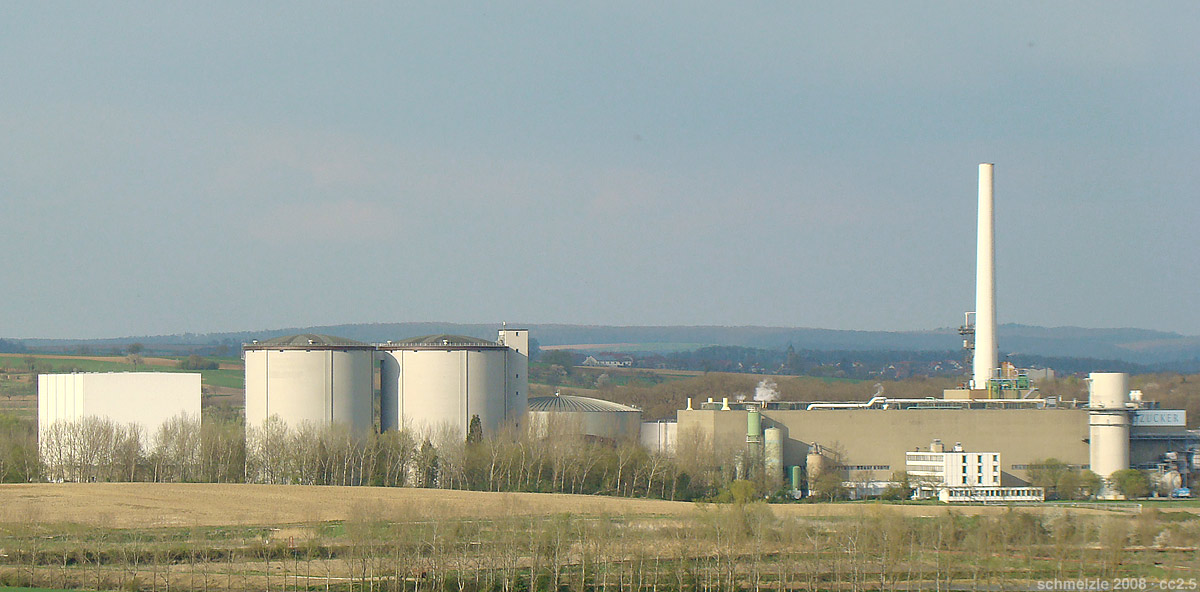
Werk Offenau
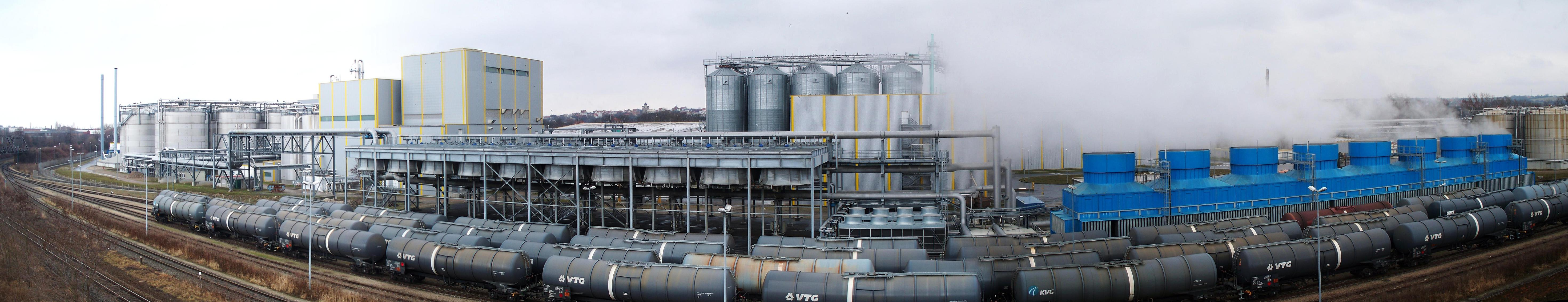
Werk Zeitz

## Tochterunternehmen und Beteiligungen (Auszug)

### Segment Zucker

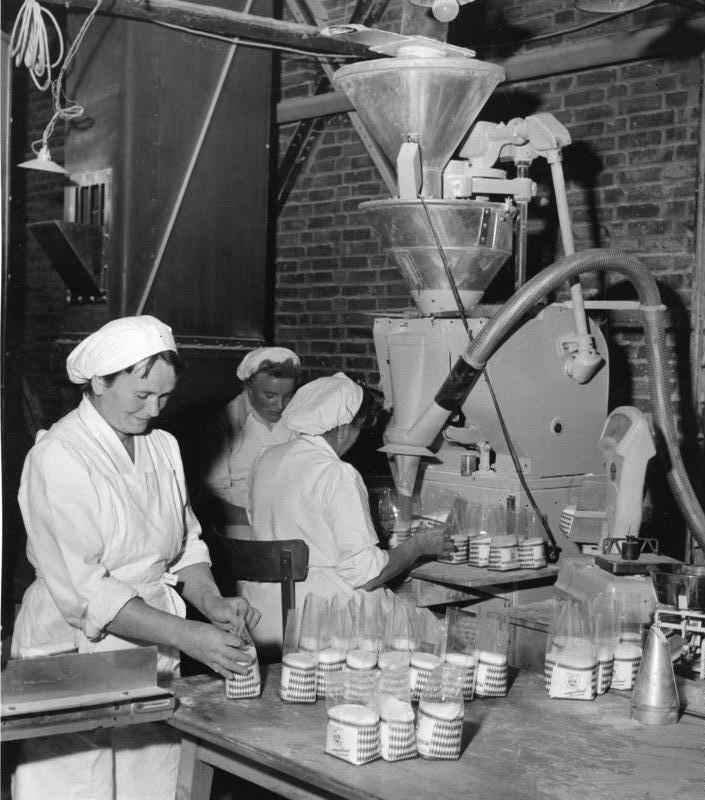
Zuckerfabrik Franken, Ochsenfurt, Oktober 1955

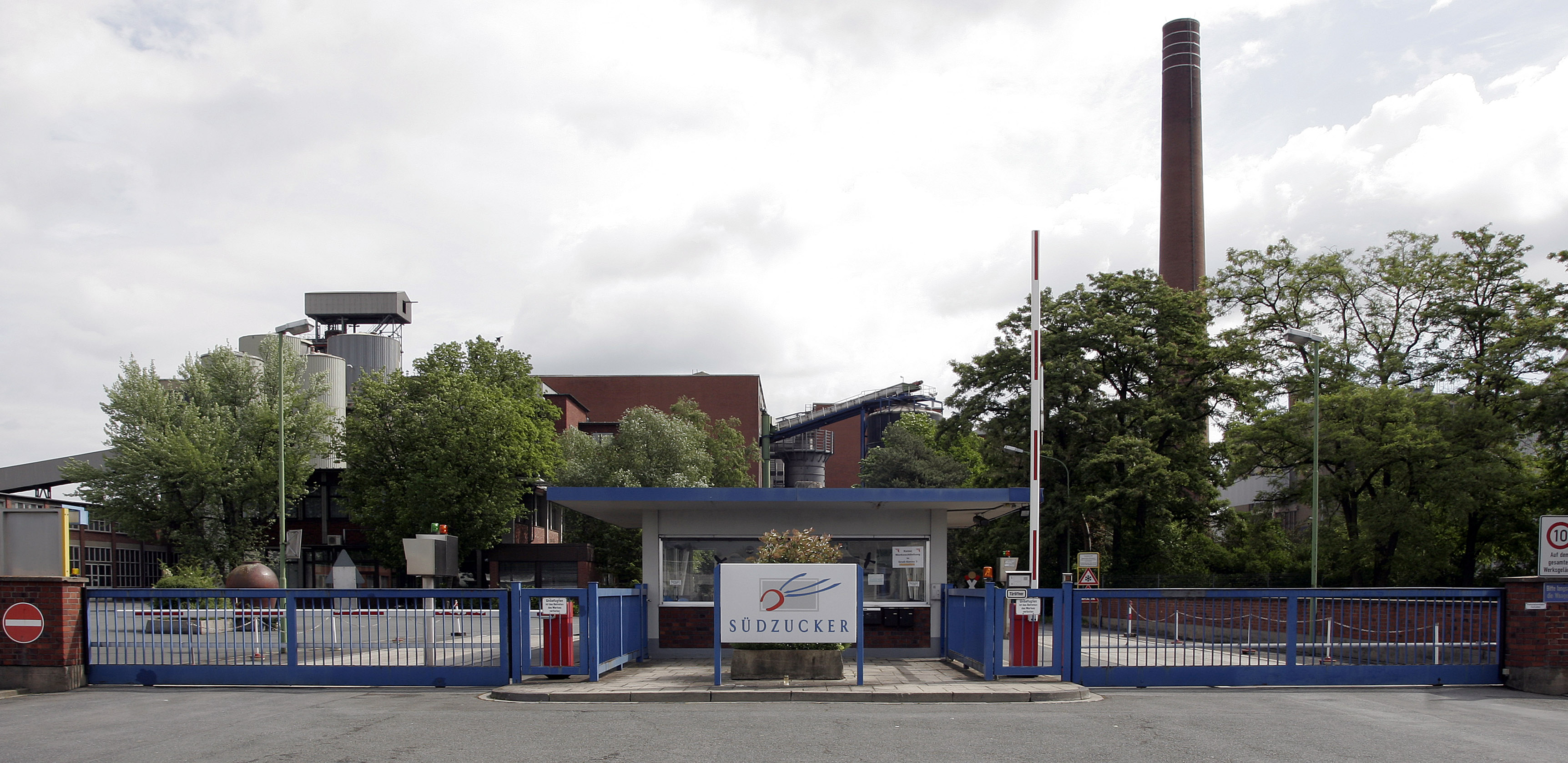
Das inzwischen geschlossene und abgerissene Werk Groß-Gerau der Südzucker AG

- Geschäftsbereich Zucker Südzucker AG, Mannheim
- BGD Bodengesundheitsdienst GmbH, Ochsenfurt
- Raffinerie Tirlemontoise s. a., Brüssel, Belgien
- Saint Louis Sucre S. A., Paris, Frankreich[10]
- Agrana Beteiligungs AG, Wien, Österreich
- Südzucker Polska Sp. z o.o., Warschau/Breslau, Polen

### Segment Spezialitäten
- BENEO-Palatinit GmbH, Mannheim
- Freiberger Lebensmittel GmbH & Co KG, Berlin
- PrimAS Tiefkühlprodukte GmbH, Oberhofen im Inntal, Österreich
- Stateside Foods Ltd., Westhoughton, Großbritannien

### Segment CropEnergies
- CropEnergies AG, Mannheim (Bioethanolproduktion)
- vier Produktionsstandorte in Deutschland, Belgien, Frankreich und Großbritannien

### Segment Frucht
- Fruchtzubereitungen
- Fruchtsaftkonzentrate
- 39 Produktionsstandorte

## Aktie und Anteilseigner
Das Grundkapital der Gesellschaft ist aufgeteilt in rund 204 Millionen Stückaktien. Die Aktien befinden sich mehrheitlich im Festbesitz durch die Süddeutsche Zuckerrübenverwertungs-Genossenschaft eG (SZVG) mit einem Anteil von 60,7 % und die Agrana Zucker, Stärke und Frucht Holding AG aus Österreich mit einem Anteil von rund 10,3 %. Die übrigen rund 29 % gelten als Streubesitz.

## Museum
Südzucker unterhält in Oldisleben im Norden Thüringens die Zuckerfabrik Oldisleben als Museum und als Technisches Denkmal. Die Fabrik wurde 1872 gegründet und war in nahezu unverändertem technischen Zustand bis 1989 in Betrieb. Das Museum kann nach Anmeldung besichtigt werden.